# Jürgen Gohde

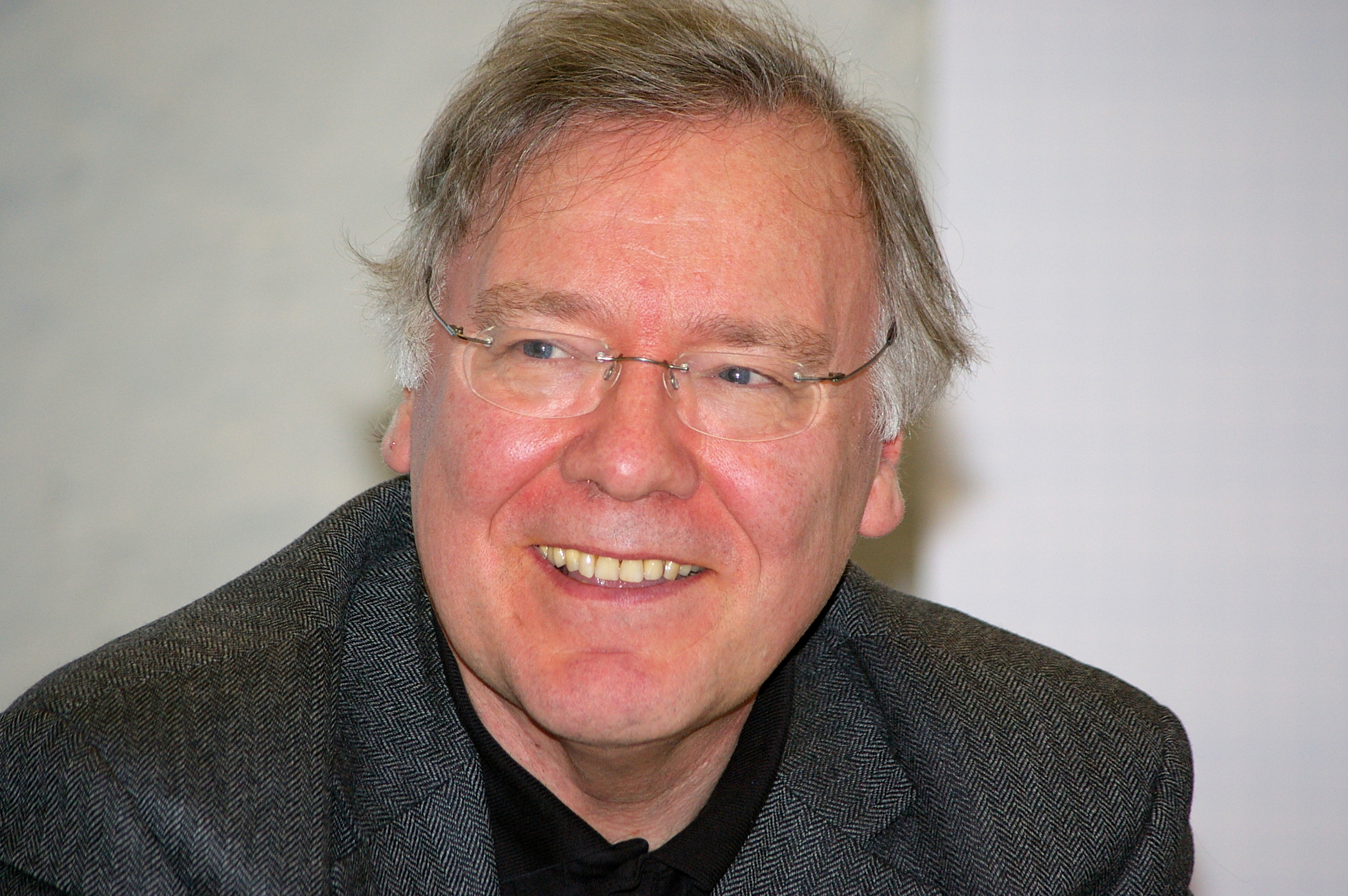

Jürgen Gohde (* 1948 in Rotenburg (Wümme)) ist ein deutscher evangelischer Theologe und Vorsitzender des Kuratoriums Deutsche Altershilfe (KDA).

## Leben
Jürgen Gohde studierte nach dem in Marburg abgelegten Abitur Theologie und Erziehungswissenschaften. Im Jahr 1975 wurde er ordiniert und zwei Jahre Pfarrer in Schönstadt bei Marburg. 1977 wurde er Landesjugendpfarrer der Evangelischen Kirche von Kurhessen-Waldeck, 1978 Pfarrer im Frankfurter Diakonissenhaus und war von 1981 bis 1988 Pfarrer in Großseelheim bei Marburg.
Von 1988 bis 1994 war Gohde Landespfarrer für Diakonie in der Evangelischen Kirche von Kurhessen-Waldeck. Von 1994 bis Juni 2006 war er Präsident des Diakonischen Werkes der EKD (wiedergewählt im Juni 2005 für fünf Jahre). 2000 bis 2007 war er Präsident des Europäischen Verbandes für Diakonie  „Eurodiaconia“. 
Außerhalb der Diakonie nahm Gohde in seiner Amtszeit Funktionen in sozialen Organisationen ein, so im Deutschen Verein für öffentliche und private Fürsorge und in der Deutschen Krankenhausgesellschaft (DKG). Von 1996 bis 1997 war er zudem Präsident der DKG. In den Jahren 1995, 2001 und 2002 war außerdem Präsident der Bundesarbeitsgemeinschaft der Freien Wohlfahrtspflege (BAGFW).
Am 21. Juni 2006 legte Jürgen Gohde nach Unstimmigkeiten mit dem Diakonischen Rat sein Amt als Präsident des Diakonischen Werkes der EKD nieder. Zu seinem Nachfolger wurde am 19. Oktober 2006 Klaus-Dieter Kottnik gewählt.
Am 2. Februar 2007 wurde Gohde zum Vorsitzenden des Kuratoriums Deutsche Altershilfe gewählt. Seitdem ist er als Vorsitzender des „Beirats zur Überprüfung des Pflegebedürftigkeitsbegriffs“ für den Bericht des Gremiums an das Bundesgesundheitsministerium tätig.
Im Dezember 2011 erklärte Gohde seinen Rücktritt als Vorsitzender des Pflegebeirats und übte gleichzeitig Kritik an der Pflegepolitik von Gesundheitsminister Daniel Bahr.

## Auszeichnungen
- 2003: Ehrendoktorwürde der Theologischen Fakultät der Universität Heidelberg
- 2004: Bundesverdienstkreuz 1. Klasse[1]

## Schriften
- Gemeinsam Profil zeigen. Evangelische Schulen in der Bildungsdiskussion. Waxmann, München 2001, ISBN 3-8309-1443-1.
- Handeln mit Werten. Diakonie, Stuttgart 2003 (Danken und dienen. ISSN 1438-129X).
- Diakonisch predigen. Kohlhammer, Stuttgart 2004, ISBN 3-17-018795-3.
- Das soziale Europa. Von der Wirtschaftsunion zur Sozialunion. Kohlhammer, Stuttgart 2001, ISBN 3-17-016903-3 (Diakoniewissenschaft. 5).